# Прапор Печерського району
Пра́пор Пече́рського райо́ну міста Києва затверджено рішенням сесії Печерської районної ради.
Прямокутне полотнище зі співвідношенням сторін 2:3. У центрі жовтого прямокутника з блакитною облямівкою щиток: у синьому полі святий із жовтим німбом у білому одязі, що сидить на білому стільці і пише у білій книзі. Ширина облямівки становить 1/30 ширини прапора.
Комп'ютерна графіка — В. М. Напиткін.